# Winzelbürg
Winzelbürg ist eine Wüstung im Gemeindegebiet der kreisfreien Stadt Nürnberg.

## Geographie
Die Einöde lag auf freier Flur auf einer Höhe von 329 m ü. NHN. 0,4 km nordwestlich lag Schoppershof, 0,2 km nordöstlich Weigelshof, 0,25 km südlich Rechenberg und 0,2 km westlich Schübelsberg. Heute befindet sich an ihrer Stelle die Lützowstraße. Die weiter südlich verlaufende Winzelbürgstraße hingegen befindet sich dort, wo der Weiler Rechenberg war.

## Geschichte
1467 wurde der Ort als „Hoff hinter dem Kwperg“ erstmals schriftlich erwähnt. 1508 lautete die Schreibweise „Wynsselpurg“. Das Bestimmungswort des Ortsnamens ‚Winsel‘ (Frühneuhochdeutsch für Weindrossel), einer Vogelart, die hier vorzufinden war, was das Vorhandensein eines Weinberges voraussetzt, da die Weindrossel sich bevorzugt von Weintrauben ernährt. Eventuell erfolgte die Übertragung auf einen solchen Menschen, in dem Falle wäre Winsel ein Übername.
Gegen Ende des 18. Jahrhunderts bestand Winzelbürg aus einem Anwesen. Das Hochgericht übte die Reichsstadt Nürnberg aus, was aber vom brandenburg-bayreuthischen Oberamt Baiersdorf bestritten wurde. Der Nürnberger Eigenherr von Behaim war Grundherr des Gutes.
Von 1797 bis 1810 unterstand der Ort dem Justiz- und Kammeramt Erlangen. Im Rahmen des Gemeindeedikts wurde Winzelbürg dem 1813 gebildeten Steuerdistrikt Erlenstegen und der im selben Jahr gegründeten Ruralgemeinde Erlenstegen zugeordnet. Mit dem Zweiten Gemeindeedikt (1818) wurde Winzelbürg in die neu gebildete Ruralgemeinde Rennweg umgemeindet. In der freiwilligen Gerichtsbarkeit unterstand 1 Anwesen von 1823 bis 1835 dem Patrimonialgericht Leyh. Mit der Eingliederung des Ortes Rennweg in die Stadt Nürnberg im Jahr 1865 hieß die Ruralgemeinde Schoppershof. 1899 wurde diese nach Nürnberg eingemeindet.

### Einwohnerentwicklung
| Jahr      | 001818 | 001824 | 001836 | 001840 | 001861 | 001871 | 001885 |
| Einwohner | 13     | 11     | 7      | 12     | 10     | 8      | 6      |
| Häuser    | 2      | 1      | 2      | 2      |        |        | 2      |
| Quelle    | [ 6 ]  | [ 4 ]  | [ 7 ]  | [ 8 ]  | [ 9 ]  | [ 10 ] | [ 11 ] |

## Religion
Winzelbürg war seit der Reformation evangelisch-lutherisch geprägt und nach St. Jobst (Nürnberg) gepfarrt.